# C-C-B 1989 解散ライブ@日本武道館 解散25周年 初のライブ盤ですいません!!
『C-C-B 1989 解散ライブ@日本武道館 解散25周年 初のライブ盤ですいません!!』は、2014年6月4日にC-C-Bがリリースしたライブ・アルバムである。

## 解説
- 1989年10月9日に日本武道館にて行われた解散ライブの模様を全曲収録。2枚組、全25曲。初のライブアルバムのリリースである。
- 「C-C-B メモリアル DVD BOX」Disc-2の同じ公演を収録した「TOUCH DOWN」からリミックスされており、最新マスタリングとあわせて大幅な高音質化が図られた。
- 『C-C-B シングル&アルバム・ベスト 曲数多くてすいません!!』も同時発売。

これを受け、2014年6月7日にメンバー（渡辺英樹・笠浩二）がC-C-B名義では初めてインストアイベント（トーク&サイン会）を行った。
進行役には80年代当時、音楽雑誌「PATi PATi」でC-C-Bを担当していた現在は音楽ライターの森田恭子が務めた。後日、森田がパーソナリティを務めるラジオ番組「おとといラジオ」（FM COCOLO、2014年6月10日放送）において、インタビューの模様を放送した。

## 規格番号他
フォーマット：CD 2枚組
収録時間：103分
品番：UPCY-6882
ASIN：B00JMDXZXA
EAN：4988005824851

## 収録曲
- 【Disc 1】

| #   | タイトル                                 | 作詞     | 作曲     | 編曲               | 時間 |
| --- | ---------------------------------------- | -------- | -------- | ------------------ | ---- |
| 1.  | 「原色したいね」                         | 松本隆   | 渡辺英樹 | 大谷和夫、C-C-B    | 5:08 |
| 2.  | 「Lucky Chanceをもう一度」               | 松本隆   | 筒美京平 | 船山基紀・C-C-B    | 3:54 |
| 3.  | 「信じていれば」                         | 渡辺英樹 | 米川英之 | 田口智治、米川英之 | 4:16 |
| 4.  | 「抱きしめたい」                         | 松本隆   | 筒美京平 | 大谷和夫、C-C-B    | 4:02 |
| 5.  | 「毎晩、悪夢が落ちてくる」               | 森浩美   | 笠浩二   | 大谷和夫、C-C-B    | 4:02 |
| 6.  | 「不自然な君が好き」                     | 松本隆   | 関口誠人 | 大谷和夫、C-C-B    | 4:13 |
| 7.  | 「Blue Guitar」                          | 松本隆   | 米川英之 | 米川英之           | 5:01 |
| 8.  | 「スクール・ガール」(メドレー)           | 松本隆   | 筒美京平 | 船山基紀、C-C-B    | 1:52 |
| 9.  | 「空想Kiss」(メドレー)                   | 松本隆   | 筒美京平 | 大谷和夫、C-C-B    | 1:15 |
| 10. | 「Romanticが止まらない」(メドレー)       | 松本隆   | 筒美京平 | 船山基紀、C-C-B    | 1:16 |
| 11. | 「2 Much, I Love U.」(メドレー)          | 松本隆   | 筒美京平 | 大谷和夫、C-C-B    | 1:17 |
| 12. | 「ないものねだりのI Want You」(メドレー) | 松本隆   | 筒美京平 | 大谷和夫、C-C-B    | 1:20 |
| 13. | 「元気なブロークン・ハート」(メドレー)   | 松本隆   | 筒美京平 | 大谷和夫、C-C-B    | 3:48 |
| 14. | 「流星のラスト・デート」                 | 関口誠人 | 関口誠人 | 田口智治           | 5:45 |

- 【Disc 2】

| #   | タイトル                       | 作詞     | 作曲               | 編曲               | 時間 |
| --- | ------------------------------ | -------- | ------------------ | ------------------ | ---- |
| 1.  | 「Telephone」                  | 渡辺英樹 | 田口智治           | 田口智治           | 3:51 |
| 2.  | 「アニメのようなA.B.C」        | 関口誠人 | 米川英之           | 米川英之           | 3:56 |
| 3.  | 「Only For You, Only For Me.」 | 松本隆   | 米川英之           | 米川英之           | 5:15 |
| 4.  | 「マニュアル・ワールド」       | 渡辺英樹 | 米川英之           | 米川英之           | 3:35 |
| 5.  | 「Born in the 60‘s」           | 渡辺英樹 | 米川英之           | 田口智治           | 6:03 |
| 6.  | 「JOKEじゃなしにI LOVE YOU」   | 松本隆   | 筒美京平           | 大谷和夫・C-C-B    | 4:21 |
| 7.  | 「走れ★バンドマン」            | 渡辺英樹 | 田口智治・米川英之 | 田口智治・米川英之 | 5:09 |
| 8.  | 「冒険のススメ」               | 関口誠人 | 米川英之           | 米川英之           | 4:03 |
| 9.  | 「ジェラシー」                 | 渡辺英樹 | 渡辺英樹           | 大谷和夫・C-C-B    | 5:50 |
| 10. | 「Love Is Magic」              | 松本隆   | 筒美京平           | 田口智治           | 4:15 |
| 11. | 「Let’s Go Climax」            | 関口誠人 | 渡辺英樹           | C-C-B              | 9:55 |

## 楽曲解説
【Disc 1】
1. 原色したいね
11thシングル
渡辺が曲構成を間違えた箇所が修正されているが、修正されたのが歌のみの為、歌はAメロを歌っているがベースはBメロを弾いているという演奏になっている。
2. Lucky Chanceをもう一度
5thシングル
曲に入る前のインスト部分が実際の演奏から短く編集されている。
関口のボーカルパートは田口が担当。
3. 信じていれば
14thシングル
4. 抱きしめたい
12thシングル
5. 毎晩、悪夢が落ちてくる
6thアルバム「愛の力コブ」収録
笠のドラムソロをフィーチャー。
6. 不自然な君が好き
8thシングル
関口のボーカルパートはAメロを田口、Bメロを米川が担当。
7. Blue Guitar
9thアルバム「信じていれば」収録
8. スクール・ガール
4thシングル
関口のボーカルパートは渡辺が担当。
9. 空想Kiss
6thシングル
関口のボーカルパートは米川が担当。
10. Romanticが止まらない
3rdシングル
関口のボーカルパートは田口が担当。
11. 2 Much, I Love U.
10thシングル
12. ないものねだりのI Want You
9thシングル
Bメロの関口のボーカルパートは田口が担当。
13. 元気なブロークン・ハート
7thシングル
関口のボーカルパートは田口が担当。
曲終了後のインストは田口のJUPITER-8と渡辺による演奏
14. 流星のラスト・デート
5thアルバム「冒険のススメ」収録
元々関口が歌っていた曲を笠がボーカルを担当しており、それに伴いキーがDからFに変更されている。

　【Disc 2】
1. Telephone
7thアルバム「石はやっぱりカタイ」収録
渡辺はベース・ギターを弾かないスタンディング・ボーカルスタイル。この際使用した楽器はRolnadのオクタパッドのみ。
本ライブの映像作品には未収録となっている。
2. アニメのようなA.B.C
4thアルバム「僕たちNO-NO-NO」収録
本ライブの映像作品には未収録となっている。
3. Only For You, Only For Me.
8thアルバム「走れ☆バンドマン」収録
4. マニュアル・ワールド
8thアルバム「走れ☆バンドマン」収録
5. Born in the 60‘s
9thアルバム「信じていれば」収録
6. JOKEじゃなしにI LOVE YOU
5thアルバム「冒険のススメ」収録
7. 走れ★バンドマン
8thアルバム「走れ☆バンドマン」収録
8. 冒険のススメ
5thアルバム「冒険のススメ」収録
関口パートは田口が担当している。
9. ジェラシー
4thアルバム「僕たちNO-NO-NO」収録
アンコール1曲目
本ライブの映像作品には未収録となっている。
10. Love Is Magic
15thシングル
アンコール2曲目
米川はギターに加えて田口のJUPITER-8をイントロとアウトロで演奏している。
11. Let’s Go Climax
ダブル・アンコール
本アルバムや映像作品でもカットされているが、演奏の途中で渡辺がスタッフの紹介をしている場面があり、田口が公開していた未編集版の動画で確認が出来たが現在は動画が削除されている、また映像ではカットされている楽曲やMCの動画も公開していたが現在は削除されている。